# Aeroportul Mwadui
Aeroportul Mwadui (IATA: MWN, ICAO: HTMD) este un aeroport din Regiunea Shinyanga, Tanzania ce deservește zona Williamson diamond mine⁠(d).
Situat la o altitudine de 1.210 m, aeroportul dispune de o singură pistă.